# František Kunz
František Kunz (něm. Franz Kunz; 30. dubna 1896 Jablonné nad Orlicí – 27. ledna 1993 Kadaň) byl český římskokatolický kněz sudetoněmeckého původu, který působil v Litoměřické diecézi.

## Život
Narodil se v německy mluvící rodině v Jablonném nad Orlicí. Jeho otec pracoval na dráze. Dne 1. září 1918 byl v Litoměřicích biskupem Josefem Grossem vysvěcen na kněze. Působil v Mikulovicích u Vernéřova, Jablonném (Jablonci) nad Nisou a od roku 1936 ve farnosti Boč nad Ohří. Po roce 1945 kdy došlo k poválečnému odsunu Němců z Československa se rozhodl zůstat ve své farnosti a neodejít do zahraničí. Znamenalo to však přijmout osud kněze, který v komunistickém režimu bude nutně pronásledován. Toto riziko podstoupil, i když patřil ke stovce kněží, kteří zůstali v Litoměřické diecézi v tehdejším Československu. Dalších kolem sedmi stovek německy mluvících kněží Litoměřické diecéze se rozhodlo následovat svá odsunovaná farní společenství. Kunz však s nimi neztratil kontakt ani v době komunistické totality a přijíždělo za ním mnoho lidí z tehdejší západní Evropy. Nutně byl tedy sledován Státní bezpečností a vyžadovalo to i určité formy spolužití s režimem. Později byl jmenován arciděkanem. V roce 1985 patřil spolu s Josefem Kunzem a Arno Linkem mezi poslední tři žijící kněze, které ordinoval biskup Josef Gross. Poslední dvě léta života prožil u sester dominikánek v Kadani. Zemřel po delší nemoci 27. ledna 1993 ve věku 96 let. Poslední rozloučení s ním se konalo 3. února 1993 v klášterním kostele Svaté rodiny v Kadani.